# La Disparition (média)
Pour les articles homonymes, voir La Disparition.
La Disparition est une publication quinzomadaire française créée en 2022 par les journalistes François de Monès et Annabelle Perrin.

## Présentation
La Disparition se présente comme un « média épistolaire et politique qui chronique les disparitions en cours dans notre monde »,. Il propose, tous les quinze jours, un long récit intime et direct écrit sous la forme d’une lettre d'une dizaine de pages.
Chaque lettre est rédigée à la première personne par un journaliste, un écrivain ou un poète qui relate une disparition en cours dans le monde (une espèce animale ou végétale, un service public, un métier, une maladie…).
La Disparition est disponible uniquement sur abonnement.

## Historique
Le projet, porté par les journalistes François de Monès et Annabelle Perrin, est né durant le confinement du printemps 2020 qui voit la liberté de circulation restreinte,. 
En janvier 2022, La Disparition voit le jour à l'issue d'une campagne de financement participatif menée sur la plateforme KissKissBankBank. Dans leur manifeste, les deux journalistes expliquent vouloir chroniquer les disparitions à l’œuvre dans le monde contemporain « sans vision nostalgique aucune, très loin du "c’était mieux avant" réactionnaire, mais pour dresser le bilan d’un monde qui est en train de disparaître pour laisser place à un autre ». 
En février 2022, environ 1 200 lecteurs sont abonnés à La Disparition. 
En 2023, François de Monès et Annabelle Perrin publient un recueil des lettres parus dans La Disparition aux éditions du Seuil sous le titre Tout doit disparaître. Lettres d'un monde qui s'efface. 